# Park So-dam
Park So-dam (hangul: 박소담; ur. 8 września 1991) – południowokoreańska aktorka.
Ukończyła Korea National University of Arts na kierunku aktorstwo.

## Filmografia

### Filmy
| Rok  | Tytuł                                              | Rola                  |
| ---- | -------------------------------------------------- | --------------------- |
| 2013 | Deodo malgo deoldo malgo (film krótkometrażowy)    | uczennica             |
| 2013 | Sonyeo                                             | Ji-yeon               |
| 2013 | INGtoogi                                           | Yeon-hee              |
| 2013 | Sahyeong-geugjang (film krótkometrażowy)           | uczennica             |
| 2014 | Ippeun geosdeul-i doeeola                          | Eun-seon              |
| 2014 | Jeden na jednego                                   | dostawczyni kawy      |
| 2014 | Madam Bbaengdeok                                   | przyjaciółka Chung-ee |
| 2014 | Lediaegsyeon cheongchun (kor. 레디액션 청춘)       | Yeon-joo              |
| 2014 | Królewski krawiec                                  | Yoo-wol               |
| 2014 | Suzi (film krótkometrażowy)                        | Suzi                  |
| 2014 | Inevitable (film krótkometrażowy)                  | Lee Mi-young          |
| 2015 | C'est Si Bon                                       | uczennica 1           |
| 2015 | Uciszone                                           | Hong Yeon-deok        |
| 2015 | Weteran                                            | "najmłodsza"          |
| 2015 | Sado                                               | pani Moon             |
| 2015 | Geom-eun sajedeul                                  | Lee Young-shin        |
| 2015 | The Vampire Lives Next Door (film krótkometrażowy) | Na-mi                 |
| 2015 | Women's Blue Monday (kor. 블루먼데이의 여자)       | So-dam                |
| 2016 | Snow Paths (kor. 설행 눈길을 걷다)                 | Maria                 |
| 2016 | Gukga daepyo 2                                     | Lee Ji-hye (cameo)    |
| 2017 | Underdog                                           | Bamyi (głos)          |
| 2017 | Joh-eun-nal                                        | córka karczmarza      |
| 2019 | Parasite                                           | Ki-jung               |
| 2019 | Fukuoka                                            | So-dam                |

### Telewizja
| Rok  | Tytuł                           | Rola               | Stacja telewizyjna |
| ---- | ------------------------------- | ------------------ | ------------------ |
| 2015 | Drama Special "Red Moon"        | księżniczka Hwawan | KBS2               |
| 2015 | Cheo-eumiraseo                  | Han Song-yi        | OnStyle            |
| 2016 | Beautiful Mind                  | Gye Jin-sung       | KBS2               |
| 2016 | Cinderella-wa ne myeong-ui gisa | Eun Ha-won         | tvN                |
| 2020 | Cheongchungirok                 | Ahn Jung-ha        | tvN                |

### Teatr
| Rok  | Tytuł                   | Rola  |
| ---- | ----------------------- | ----- |
| 2016 | Let Me In (kor. 렛미인) | Eli   |
| 2016 | Closer (kor. 클로저)    | Alice |

## Nagrody i nominacje
| Rok  | Ceremonia                                           | Kategoria                                                | Wynik     |
| ---- | --------------------------------------------------- | -------------------------------------------------------- | --------- |
| 2015 | 24. Buil Film Awards                                | Najlepsza nowa aktorka (Uciszone)                        | Nominacja |
| 2015 | 52. Grand Bell Awards                               | Najlepsza nowa aktorka (Uciszone)                        | Nominacja |
| 2015 | 36. Blue Dragon Film Awards                         | Najlepsza nowa aktorka (Uciszone)                        | Nominacja |
| 2015 | 16th Women in Film Korea Awards                     | Najlepsza nowa aktorka (Geom-eun sajedeul)               | Wygrana   |
| 2015 | 16th Busan Film Critics Awards                      | Najlepsza nowa aktorka (Uciszone)                        | Wygrana   |
| 2015 | The Korea Film Actors Association Awards            | Nagroda popularności (Geom-eun sajedeul)                 | Wygrana   |
| 2016 | 7th Korea Film Reporters Association Awards (KOFRA) | Najlepsza nowa aktorka (Geom-eun sajedeul)               | Wygrana   |
| 2016 | 11th Max Movie Awards                               | Best Female Newcomer (Geom-eun sajedeul)                 | Wygrana   |
| 2016 | 11th Max Movie Awards                               | Rising Star Award (Geom-eun sajedeul)                    | Wygrana   |
| 2016 | 10th Asian Film Awards                              | Najlepsza aktorka drugoplanowa (Geom-eun sajedeul)       | Nominacja |
| 2016 | 21st Chunsa Film Art Awards                         | Best Rookie Actress (Geom-eun sajedeul)                  | Wygrana   |
| 2016 | 52. Baeksang Arts Awards                            | Najlepsza nowa aktorka (film) (Geom-eun sajedeul)        | Wygrana   |
| 2016 | 52. Baeksang Arts Awards                            | Najlepsza nowa aktorka (TV) (Cheo-eumiraseo)             | Nominacja |
| 2016 | 5. APAN Star Awards                                 | Najlepsza nowa aktorka (Cinderella-wa ne myeong-ui gisa) | Nominacja |
| 2016 | 25. Buil Film Awards                                | Najlepsza nowa aktorka (Geom-eun sajedeul)               | Nominacja |
| 2016 | 25. Buil Film Awards                                | Najlepsza aktorka drugoplanowa (Geom-eun sajedeul)       | Wygrana   |
| 2016 | 37. Blue Dragon Film Awards                         | Najlepsza aktorka drugoplanowa (Geom-eun sajedeul)       | Wygrana   |
| 2016 | 3rd Korean Film Producers Association Awards        | Najlepsza aktorka drugoplanowa (Geom-eun sajedeul)       | Wygrana   |
| 2016 | KBS Drama Awards                                    | Najlepsza nowa aktorka (Beautiful Mind)                  | Nominacja |
| 2017 | 12. Golden Ticket Awards                            | Aktorka teatralna (Let Me In, Closer)                    | Wygrana   |